# Monica Mayhem
Pour les articles homonymes, voir Mayhem.
Monica Mayhem, née le 14 mars 1978 à Brisbane, est une actrice pornographique australienne.

## Biographie
Elle a d'abord travaillé dans la finance à Sydney et à Londres, pendant six ans, puis a éprouvé le désir de changer de voie. Elle a été danseuse de night-clubs, avant d'entrer dans la pornographie en décembre 2000.
En 2008 elle apparaît dans le film Sex and the City, le film (Sex and the City) comme Dante's Girl.
En 2009, elle publie son autobiographie Absolute Mayhem en Australie (Random House), puis l'année suivante en Amérique (Skyhorse Publishing). La traduction française paraît en 2011 sous le titre Monica Mayhem - Confessions intimes d'une porn star (Camion Noir).
En août 2010, elle annonce sa retraite de l'industrie du X en même temps que ses fiançailles.

## Filmographie
- 2014 :Dude, Where's My Mom
- 2013 : Mommy Seductions
- 2012 : Lesbian Party
- Tight (2011) Série TV
- Gia: Portrait of a Porn Star (2010) (V) .... Photographe
- It's Okay! She's My Mother in Law 3 (2010) (V)
- MILF and Cookies (2009) (V)
- The Violation of Harmony (2008) (V)
- Sex and the city - Le film (2008) .... Dante's Girl #1
- Moms Gone Wild 3 (2008) (V)
- I Scored a Soccer Mom 7 (2008) (V)
- Rockstar Pornstar (2008) (V)
- Cheating Wives Tales 9 (2008) (V)
- Mercedes Ashley: Huge & Natural (2008) (V)
- Dirty 30's 7 (2008) (V)
- MILF O' Maniacs 2 (2008) (V)
- Young, Hot & Bothered 3 (2008) (V)
- Rain Coater's Point of View 9 (2008) (V)
- Squirts Illustrated 3 (2008) (V)
- Diary of a MILF 7 (2007) (V)
- Porn Valley (2007) (V) .... Robby's Girlfriend
- Sick Chixxx (2007) (V)
- Farmers Daughters 2 (2007) (V)
- Lesbians Gone Wild 2 (2007) (V)
- Say Goodnight Dick! 2 (2007) (V)
- Lesbian Centerfolds 3 (2007) (V)
- Lesbians Gone Wild (2007) (V)
- Dude, That's My Mom! (2007) (V)
- Don't 'Cha Wish Your Girlfriend Was Hot Like Her? (2007) (V)
- Say Goodnight Dick! (2007) (V)
- Racial Violations (2007) (V)
- Pussy Lickin' Lesbians 2 (2007) (V)
- The Da Vinci Coed (2007) (TV) .... Svetlana
- Finger, Fuck & Suck (2007) (V)
- Cry Mercy (2007) (V)
- Flavors of the World (2007) (V)
- Bless Their Little Holes (2006) (V)
- All In: A Wild Night in Vegas (2006) (V) .... Veronica 'The Mark'
- Sacred Sin (2006) (V)
- Decline of Western Civilization Part 69: The Porno Years (2006) (V)
- West Coast Whoppers (2006) (V)
- Coed Escorts (2006) (V)
- Tycoon (2006) (V)
- Lesbian Centerfolds 2 (2006) (V)
- Lickalicious (2006) (V)
- Chasey's Lipstick Lesbians (2006) (V)
- Fuck Me Like the Whore That I Am 3 (2006) (V)
- Cream Filled Blondes (2006) (V)
- Lickalicious 2 (2006) (V)
- Big and Bouncy 3 (2006) (V)
- Perfect Match (2006) (V)
- Pretty Little Problem (2006) (V)
- More Than a Handful 15 (2006) (V)
- Girl Gasms 3 (2006) (V)
- Lipstick Lesbians (2006) (V)
- Sex Illusions 2 (2006) (V)
- Mommy & Me (2006) (V)
- Baby Doll Big Top (2006) (V)
- Possessed (2006) (V)
- Toys & Strap-Ons (2006) (V)
- Brittney's Lipstick Lesbians (2006) (V)
- Mean Girls (2006) (V)
- Gushing MILFs (2006) (V)
- Fetish Diaries (2006) (V)
- Group Sex 5 (2006) (V)
- Whores of Warcraft Episode 01 : Rogues do it from behind (2006)
- Hole Sweet Hole (2006) (V)
- Women Seeking Women 16 (2005)
- Dark Angels 2 (2005) (V)
- Once You Go Black 4 (2005) (V)
- Captured for Cock Tease (2005) (V)
- No Man's Land 40 (2005) (V)
- The Best of JKP Couples Take 2 (2004) (V)
- Matrix Nudes (2004) (V)
- Nasty Bottoms (2003) (V)
- The Fans Have Spoken 6 (2003) (V)
- Devon Stripped (2002) (V)
- Fast Times at Deep Crack High 3 (2001) (V)
- Hot Bods and Tail Pipe #19 (2001) (V)
- Wild Cherries (2000) (V)

## Récompenses
- 2002 :	XRCO Award "Starlet of the Year"